# Haría
Haría és un municipi situat al nord de l'illa de Lanzarote, a les illes Canàries. Té deu nuclis de població: Haría, Máguez, Guinate, Ye, Orzola, Punta Mujeres, Arrieta, Tabayesco, Mala i Charco del Palo

## Història
Des d'època prehispànica el municipi de Faria compta amb nombrosos assentaments guanxes distribuïts per tot el territori municipal. Trobem així hàbitats dispersos amb estructures poc elaborades com les de Tinache o en coves naturals (Malpaís de La Corona) lligades a activitats pastorils i de marisqueig. Fruit dels assentaments en la zona de Malpaís de La Corona va ser la creació de les Queseras de Bravo: estructura radial en forma de formatgera esculpida en pedra volcànica, única en l'arxipèlag i de la qual encara es desconeix la seva utilitat i significat. El nom d'Haría es troba relacionat amb la toponímia del lloc. Se sap que la vall d'Haría era conegut pels aborígens amb el nom de Haría, pel que aquesta denominació va poder ser una derivació de la paraula aborigen Chafariz que significa font o deu d'aigua.
Després de la conquesta en 1492 per Jean de Bethencourt i Gadifer de La Salle a la vall d'Haría se segueix mantenint un assentament poblacional per les particularitats geogràfiques i climàtiques de la zona, que la converteixen en un dels llocs més fèrtils de l'illa. Les contínues razzies durant les segles xvi i xvii i els anys de sequera van provocar fortes oscil·lacions en la població del municipi, però a pesar d'això segueix sent el segon nucli de població més habitat de l'illa després de Teguise.
Una de les incursions de pirates més nefastes per al municipi va ser la qual va realitzar l'algerià Morato Arráez, quan al comandament de 600 homes va atacar l'1 d'agost de 1586, aprovisionant-se d'aus, cabres i verdures, cremant a continuació les collites i el palmerar. La Cueva de los Verdes va tenir un paper fonamental en la defensa de la població insular davant els contínues atacs pirates soferts per l'illa de Lanzarote, abans i després de la conquesta. Des de 1585 el beneficiat de Teguise concedeix a Haría el dret de tenir pica baptismal i cura, dependents d'aquest beneficiat. En aquests moments Faria és l'únic nucli de població al qual se li concedeix aquest privilegi, car la llunyania de Teguise i l'alt nombre de veïns fa necessari que aquests comptin amb aquests serveis religiosos.
El 1811 les Corts de Cadis deroguen per decret les illes de senyoriu quedant per tant l'administració civil sota la corona. El 1812 i també per decret, es distribuïx l'administració insular en municipis. Per a 1835 ja es troba configurat el mapa municipal de Lanzarote en el qual Haría forma part dels vuit municipis creats en aquells dies. El desenvolupament turístic des dels anys 70 del segle xx va provocar canvis en l'economia. Les zones més fèrtils del municipi són la vega de Máguez i la vall d'Haría, en aquests llocs trobem plantacions de papes, llegums, cereals, hortalisses, etc. La resta del municipi trobem petites plantacions adaptades al mitjà i salteadas per arbres fruiters i vinyes. La riquesa pecuària venia donada per l'existència de bestiars caprins i ovins, que solien localitzar-se en la zona del Malpaís de La Corona i sota risc, sent el seu trasllat estacional. L'única indústria amb la qual ha contat el municipi ha estat les salines, destinada a la producció de sal per a abastir el mercat interinsular.
Les Salines del risc són les més antigues de canàries segle xv. Les d'Orzola van ser construïdes en els anys 40 i van estar funcionant fins als anys 70. El va canviar de capitalitat en 1852 a favor d'Arrecife relega al poble de Faria a una situació de menor categoria. L'economia de l'illa va estar sempre subjecta a les fluctuacions del mercat internacional. En el segle xviii s'explota la barrilla, Arrieta i Orzola, però en el segle xix la insulsa artificial arruïna la producció. La sequera i la importació més barata de grans i farines estrangeres provoca la caiguda del mercat municipal el que va portar aconsegueixo la diàspora cap a Cuba, Veneçuela i Uruguai. Al cap de poc apareix el nopal (cochinilla) però a la fi de segle l'aparició dels colorants artificials torna a provocar l'emigració dels veïns del municipi a Gran Canària, Tenerife, Cuba i Veneçuela.